# La casta divina
La casta divina es una película mexicana dirigida por Julián Pastor que se estrenó el 17 de noviembre de 1977 en los cines París, Galaxia, Tlatelolco, Libra, Viaducto y las Alamedas. 

## Sinopsis
Es un drama histórico que relata la llegada del general carrancista Salvador Alvarado a Yucatán con la consigna de implantar un nuevo régimen que erradicara el sistema de sojuzgamiento de las haciendas yucatecas y del clero. A principios del siglo XX, en ese estado de México, tierra y gente eran dominio y propiedad de un grupo oligárquico denominado Casta Divina, cuyos integrantes fueron amos y señores de las haciendas y de sus acasillados. El amo Wilfrido (López Tarso) es un hacendado típico que no vacila en enviar a su hijo para conservar sus riquezas y prebendas como el derecho de pernada. Cuando la revolución triunfa los hacendados huyen abandonando sus propiedades.

## Producción
La película comenzó a rodarse el 7 de junio de 1976 con locaciones en escenarios naturales de Yucatán y en Hacienda Yaxcopoil, Progreso y Mérida, y procesada en los Estudios Churubusco.

## Premios
La película ganó las siguientes categorías en la XIX Entrega de los Premios Ariel:
- Mejor Película
- Ambientación (Carlos Enrique Taboada)
- Mejor Actriz de Reparto (Tina Romero)

Además, ganó el premio a Mejor Fotógrafo en el Festival de Panamá de 1977.
Ignacio López Tarso en su papel del hacendado Wilfrido ganó la Diosa de Plata al Mejor Actor, discernido por PECIME el grupo de Periodistas Cinematográficos de México, Jorge Martínez de Hoyos como el general Alvarado ganó la mejor co-actuación masculina, y Tina Romero (Elidé) a la mejor actriz de reparto. 

## Reparto
- Ignacio López Tarso - Don Wilfrido
- Ana Luisa Peluffo - Tulita
- Pedro Armendariz Jr. - Coronel Abel Ortiz Argumedo
- Tina Romero - Elidé
- Jorge Martínez de Hoyos - Coronel Salvador Alvarado
- Sergio Calderón - Padre Chano
- Roberto Dumont - Teniente Máximo
- Blanca Torres - Doña Amira
- Marissa Maynez - Charito
- Miguel Ángel Ferriz - Pancho
- Jorge Balzaretti - Efraín
- Lina Montes - Doña Engracia
- Eduardo Ocaña
- Martín Palomares
- León Singer
- Silvia Manríquez
- Refugio Flores
- Ignacio Retes